# Institut de sauvegarde du patrimoine national
Pour les articles homonymes, voir Ispán.

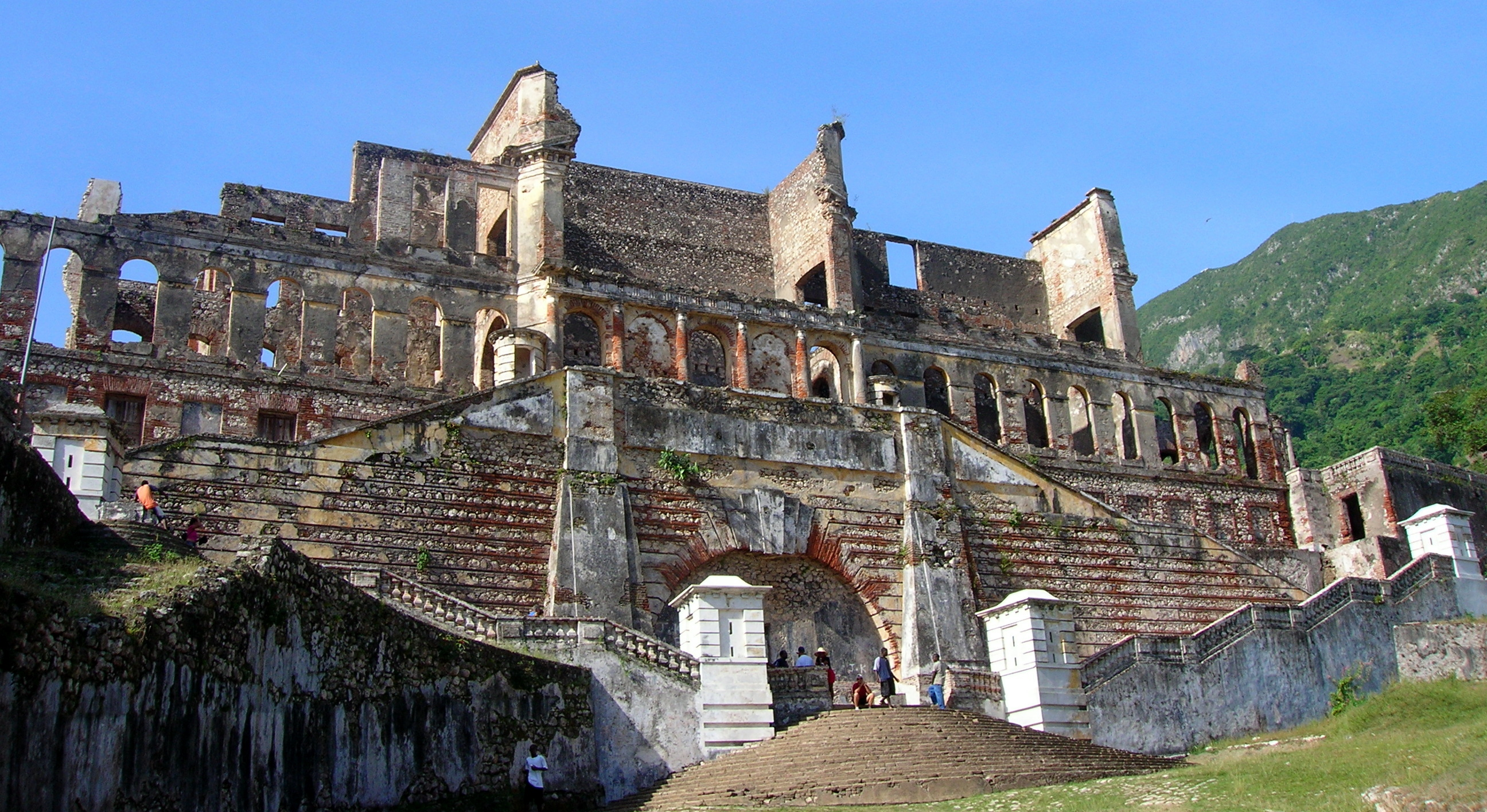
Façade du palais Sans Souci, à Milot, dans le Parc national historique - Citadelle, Sans-Souci, Ramiers.

L’institut de sauvegarde du patrimoine national (ISPAN) est un organisme public de la République d’Haïti créé par un décret gouvernemental du 28 mars 1979.

## Histoire
La création de l'ISPAN a été initié par l'architecte Albert Mangonès et consolide les activités de l'ancien « Service de Conservation des Monuments et Sites Historiques », fondés en 1972 par ce dernier.

## Missions
Organisme technique autonome de l’État haïtien, l’ISPAN a pour mission
- de dresser l’inventaire et le classement des éléments concrets du patrimoine national ;
- de réaliser des études générales et détaillées de projets de restauration et de mise en valeur de monuments et de sites historiques ; d’assurer la direction et le contrôle des travaux d’exécution de tels projets ;
- d’aider à la promotion et au développement d’activités publiques ou privées visant à sauvegarder le patrimoine national ;
- de diffuser toutes informations et documentation relatives au patrimoine architectural et monumental, national et international.

## Présentation
Largement inspirée par l’architecte Albert Mangonès, la création de l’ISPAN prolonge et consolide les activités du Service de Conservation des Monuments et Sites Historiques, fondés en 1972 par le même architecte.
Le Parc national historique - Citadelle, Sans-Souci, Ramiers est l’un des principaux dossiers pris en charge par l’ISPAN : classé au Patrimoine mondial par l’Unesco en 1982, le site et ses monuments couvrent une superficie de 25 km2, sur la côte nord de l’île, à proximité du Cap-Haïtien.
Les conséquences du séisme de janvier 2010 sont un défi considérable pour l’avenir du patrimoine monumental et historique d’Haïti : outre ses immenses dégâts humains, sociaux, économiques, la catastrophe naturelle a accentué la fragilité d’ensembles architecturaux, anciens et contemporains, dont certains de grande qualité.